# Zeadmete watsoni
Zeadmete watsoni is een slakkensoort uit de familie van de Cancellariidae. De wetenschappelijke naam van de soort is voor het eerst geldig gepubliceerd in 1970 door Petit.